# 안나푸르나 (드라마)
《안나푸르나》는 2022년 방송예정인 대한민국의 웹드라마이다.

## 줄거리
31세에서 40세가 되는 혈우병을 가진 ‘정석’이 히피스러운 ‘하늘’을 만나면서 변해가는 과정의 이야기를 담은 드라마.

## 등장 인물

### 주요 인물
- 정헌 : 정석 역 (31세, 남) - 혈우병을 앓고 있는 31세.
- 미상 : 하늘 역 - 여자주인공
- 미상 : 정석 역 (40세, 남) - 31세에서 40세가 되는 남자주인공